# Антипатр Сидонский
Антипа́тр Сидо́нский (др.-греч. Ἀντίπατρος ὁ Σιδώνιος, лат. Antipater Sidonius) — древнегреческий поэт второй половины II века до н. э. Сохранилось порядка семидесяти его эпиграмм; точное число назвать затруднительно, поскольку уже в древности существовала некоторая путаница между ним и его более поздним тёзкой Антипатром Фессалоникийским. Многие стихотворения в Палатинской антологии приписаны просто «Антипатру».

## Творчество
Где красота твоя, город дорийцев, Коринф величавый,

        Где твоих башен венцы, прежняя роскошь твоя,

Храмы блаженных богов и дома и потомки Сизифа —

        Славные жёны твои и мириады мужей?

Даже следов от тебя не осталось теперь, злополучный.

        Всё разорила вконец, всё поглотила война.

Только лишь мы, нереиды, бессмертные дочери моря,

        Как гальционы, одни плачем о доле твоей.

Стилю Антипатра Сидонского свойственна определённая высокопарность, риторичность; он в основном избегает «лёгкой» тематики — любовной, застольной, — тяготея к более «серьёзным» поджанрам эпиграммы: эпитафии, короткой экфразе (описанию).
Из предшественников поэт ориентируется в первую очередь на Леонида Тарентского, развивая его темы и приёмы. Несколько эпиграмм Антипатра представляют собой простые парафразы стихотворений Леонида; в Палатинской антологии они, как правило, помещены сразу после оригиналов:
- AP VI, 14 / Пейдж[6], № 1 Антипатра — по AP VI, 13 / Пейдж, № 46 Леонида (о приношении Пану сетей от трёх братьев-ловцов);
- AP VI, 287 / Пейдж, № 52 — по AP VI, 286 / Пейдж, № 40 (о приношении Артемиде платья от трёх ткачих);
- AP VII, 164 / Пейдж, № 21 — по AP VII, 163 / Пейдж, № 70 (эпитафия роженице);
- AP VII, 353 / Пейдж, № 27 — по AP VII, 455 / Пейдж, № 68 (эпитафия старой пьянице);
- AP IX, 323 / Пейдж, № 60 — по AP IX, 322 / Пейдж, № 25 (о негодовании Ареса);
- AP X, 2 / Пейдж, № 41 — по AP X, 1 / Пейдж, № 85 (весенняя песня);
- AP XVI, 178 / Пейдж, № 45 — по AP XVI, 182 / Пейдж, № 23 (описание «Афродиты Анадиомены» художника Апеллеса);
- Пейдж, № 48 — по Пейдж, № 51 (о приношении нимфам и Пану добычи охотника; в Антологии отсутствуют, найдены на оксиринхских папирусах).

Подход Антипатра к написанию эпиграммы как к риторическому упражнению, созданию новой вариации на традиционную тему особенно нагляден в его стихотворениях о медной «Тёлке» скульптора Мирона: одному двустишию Леонида (AP IX, 719 / Пейдж, № 88) соответствуют сразу пять различных версий Антипатра (AP IX, 720—724 / Пейдж, №№ 36—40).

## Древние свидетельства
Антипатр Сидонский считается основателем так называемой финикийской школы эпиграмматической поэзии; его последователями были Мелеагр Гадарский, Филодем, Архий и ряд других эпиграмматистов эллинизированного Востока.
Мелеагр, живший лет на сорок позже Антипатра, написал ему пространную эпитафию (AP VII, 428 / Пейдж, № 122) — в культивировавшейся самим Антипатром форме «загадки с разгадкой». В ней говорится, что Антипатр родился в Тире (где и сам Мелеагр проживал в юности), а не в Сидоне, в знатной семье, а умер от пьянства. Мелеагр также упоминает, что Антипатр сочинял гимны (не сохранились).
В стихотворении Мелеагра о венке (AP IV, 1 / Пейдж, № 1), где стихи полусотни греческих поэтов сравниваются с различными растениями, Антипатру соответствует местный цветок — «финикийский кипрей».
По сообщениям Цицерона («О судьбе», 5), Плиния Старшего («Естественная история», VII, 51) и Валерия Максима (I, 8, внешний пример 16), Антипатр умер в глубокой старости от лихорадки, которой заболевал каждый год в день своего рождения — ставший для него и днём смерти.
Цицерон («Об ораторе», III, 194) и Квинтилиан (X, 7, 19) отзываются об Антипатре как о превосходном поэте-импровизаторе.

…славный Антипатр Сидонский, которого ты, Катул, отлично помнишь, умел сочинять стихи гексаметром и настолько изощрил своё дарование и память, что по первому желанию слагать стихи у него сами собою текли слова…
— Цицерон